# Zorilispiella rufipennis
Zorilispiella rufipennis är en skalbaggsart som först beskrevs av Maurice Pic 1926.  Zorilispiella rufipennis ingår i släktet Zorilispiella och familjen långhorningar. Inga underarter finns listade i Catalogue of Life.